# Carnival Diablos
Carnival Diablos – ósmy album studyjny kanadyjskiej grupy muzycznej Annihilator. Wydawnictwo ukazało się 29 stycznia 2001 roku nakładem wytwórni muzycznych Steamhammer Records i SPV Records.

## Lista utworów
Opracowano na podstawie materiału źródłowego.
1. "Denied" (muz. Waters, sł. Comeau) - 05:24
2. "The Perfect Virus" (muz. Waters, sł. Waters) - 04:44
3. "Battered" (muz. Waters, sł. Waters) - 05:22
4. "Carnival Diablos" (muz. Waters, sł. Comeau) - 05:09
5. "Shallow Grave" (muz. Waters, sł. Comeau, Waters) - 04:22
6. "Time Bomb" (muz. Waters, sł. Comeau, Waters) - 04:50
7. "The Rush" (muz. Waters, sł. Comeau, Waters) - 04:50
8. "Insomniac" (muz. Waters, sł. Comeau) - 06:15
9. "Liquid Oval" (muz. Waters) - 03:52
10. "Epic Of War" (muz. Waters, sł. Waters) - 05:47
11. "Hunter Killer" (muz. Waters, sł. Waters) - 09:10

## Twórcy
Opracowano na podstawie materiału źródłowego.
- Joe Comeau – wokal prowadzący
- Jeff Waters – gitara rytmiczna, gitara prowadząca, gitara basowa, produkcja muzyczna, miksowanie, inżynieria dźwięku
- Ray Hartmann – perkusja
- Dave Scott Davis – gitara (wymieniony na płycie, nie brał udziału w nagraniach)
- Russell Bergquist – gitara basowa (wymieniony na płycie, nie brał udziału w nagraniach)
- Paul Blake – inżynieria dźwięku
- Craig Waddell - mastering
- Mark Henning - miksowanie
- Joachim Luetke – oprawa graficzna
- Ralph Alfonso - dizajn
- Victor Dezso - zdjęcia

## Wydania
| Rok  | Nr katalogowy    | Format    | Wytwórnia           | Region | Źródło |
| ---- | ---------------- | --------- | ------------------- | ------ | ------ |
| 2001 | SPV 085-72142 CD | CD, album | Steamhammer Records | Niemcy | [ 4 ]  |